# Parafia św. Mikołaja Cudotwórcy w Mustvee
Parafia św. Mikołaja Cudotwórcy – parafia prawosławna w Mustvee, w eparchii narewskiej.
Na terenie parafii funkcjonuje cerkiew parafialna pod wezwaniem świętego Mikołaja Cudotwórcy, zbudowana w 1864 r.

## Historia
Parafia została erygowana w 1839 r. na mocy decyzji Świętego Synodu Rosyjskiej Cerkwi Prawosławnej i jest jedną z najstarszych prawosławnych parafii Estonii. W 1849 r. została z niej wydzielona parafia Podwyższenia Krzyża Pańskiego w Jõgevie, a w 1864 r. parafia Objawienia Pańskiego w Lohusuu. Na terenie, który obejmuje placówka duszpasterska, w latach 1840–1957 działała parafia staroobrzędowców.